# Eragrostis superba
Eragrostis superba là một loài thực vật có hoa trong họ Hòa thảo. Loài này được Peyr. mô tả khoa học đầu tiên năm 1860.

## Hình ảnh

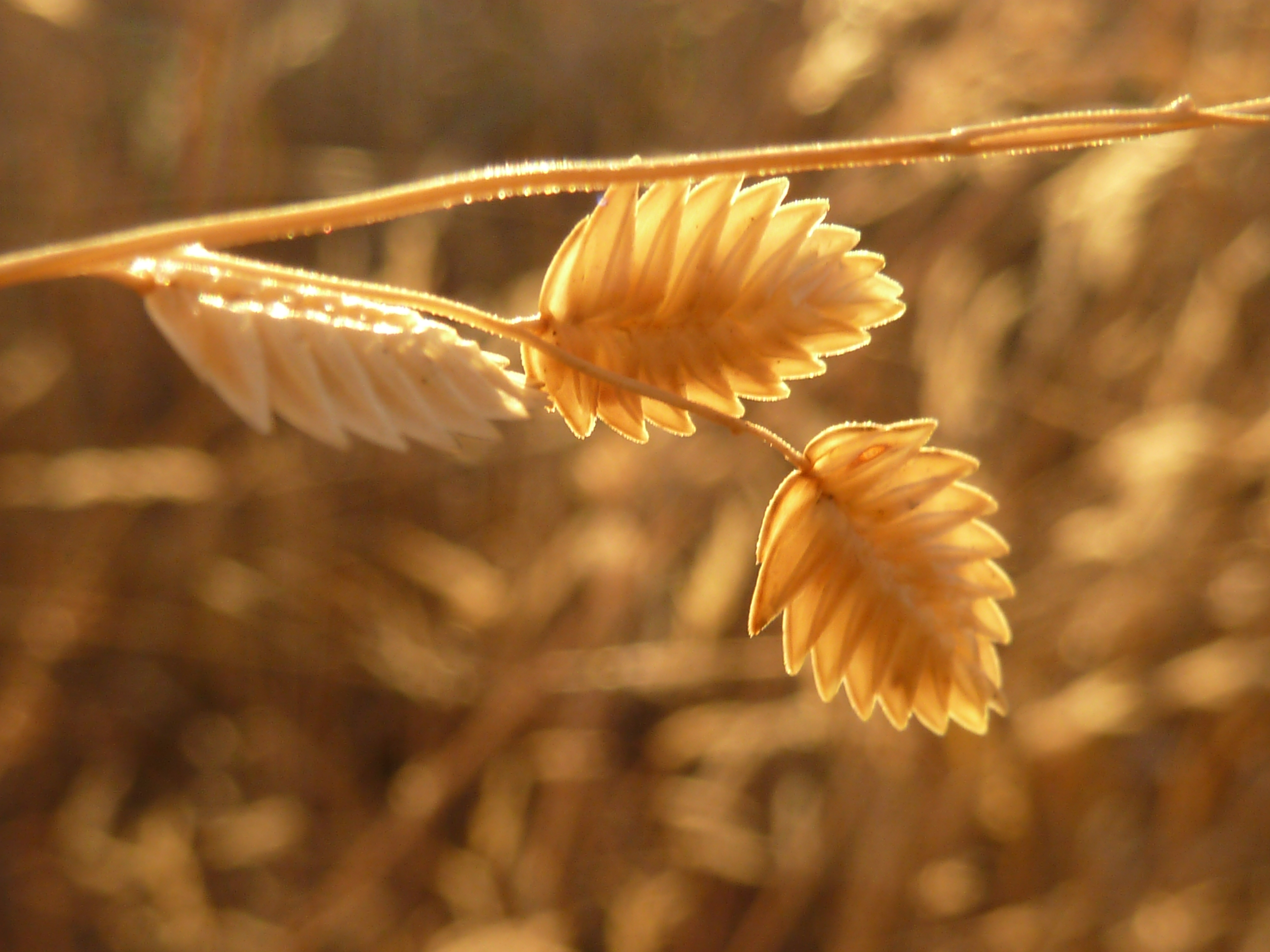
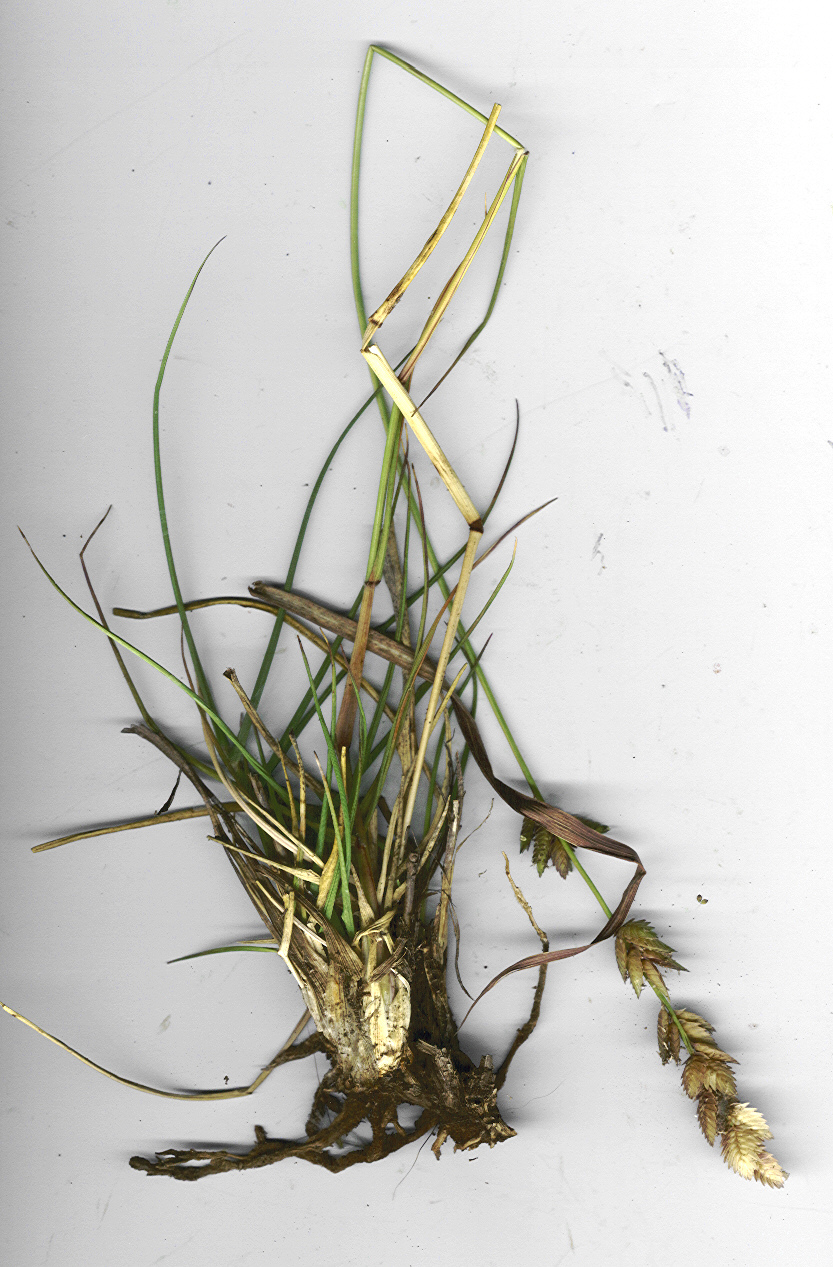